# Az Igazság Ligája – Batman és Halálcsapás
Az Igazság Ligája – Batman és Halálcsapás  (eredeti cím: Lego DC Comics Super Heroes: Justice League – Gotham City Breakout) 2016-ban bemutatott amerikai 3D-s számítógépes animációs film, amelynek a rendezői Matt Peters és Melchior Zwyer, az írója James Krieg, a zeneszerzője Tim Kelly. A DVD-film a Warner Bros. Animation, a Lego Csoport és a DC Entertainment gyártásában készült, a Warner Home Video forgalmazásában jelent meg.
Az Amerikai Egyesült Államokban 2016. július 12-én adták ki DVD-n. Magyarországon szintén 2016-ban jelent DVD-n.

## Szereplők
| Szereplő                | Eredeti hang     | Magyar hang       |
| ----------------------- | ---------------- | ----------------- |
| Batman                  | Troy Baker       | Sarádi Zsolt      |
| Bane                    | Eric Bauza       | Debreczeny Csaba  |
| Gordon rendőrfőkapitány | Eric Bauza       | Epres Attila      |
| Gézengúz                | Greg Cipes       | Penke Bence       |
| Halálcsapás             | John DiMaggio    | Galambos Péter    |
| Nightwing               | Will Friedle     | Czető Roland      |
| Csodanő                 | Grey DeLisle     | Peller Anna       |
| Madame Mantis           | Amy Hill         | Molnár Zsuzsa     |
| Batgirl                 | Sarah Nyland     | Berkes Boglárka   |
| Méregcsók               | Vanessa Marshall | Hámori Eszter     |
| Robin                   | Scott Menville   | Márkus Sándor     |
| Superman                | Nolan North      | Welker Gábor      |
| Pingvin                 | Tom Kenny        | Karácsonyi Zoltán |
| Kiborg                  | Khary Payton     | Makranczi Zalán   |
| Joker                   | Jason Spisak     | Kerekes József    |
| Grungle herceg          | Jason Spisak     | Kossuth Gábor     |
| Harley Quinn            | Tara Strong      | Kardos Eszter     |
| Csillagfény             | Hynden Walch     | Sipos Eszter Anna |